# 片倉 (横浜市)
片倉（かたくら）は、神奈川県横浜市神奈川区の町名。現行行政地名は片倉一丁目から片倉五丁目。住居表示実施済み区域。

## 地理
神奈川区の中西部に位置し、東に神大寺、北東に港北区岸根町、西と北に三枚町、北西の一部に菅田町、南に三ツ沢上町と保土ケ谷区峰沢町と接している。

### 地価
住宅地の地価は、2025年（令和7年）1月1日の公示地価によれば、片倉5-11-5の地点で30万2000円/m²となっている。

## 歴史

### 町名の由来
『小田原記』の天文6年（1537年）の項に「片倉」の記録がある。地名研究で「集落の片方が崖」の意。

### 沿革
- 1927年（昭和2年）4月1日 - 橘樹郡城郷村が横浜市に編入。横浜市片倉町となる[7]。
- 1927年（昭和2年）10月1日 - 区制の施行により、神奈川区が設置される。横浜市神奈川区片倉町となる[8]。
- 1970年（昭和45年）6月1日 - 三ツ沢地区の住居表示の実施に伴い、三ツ沢上町の一部を編入[9]。
- 1983年（昭和58年）8月1日 - 町界変更により三枚町の一部を編入[10]。
- 1984年（昭和59年）7月23日 - 住居表示の実施に伴い、片倉町、神大寺町の各一部より片倉一丁目を新設。片倉町の一部を神大寺三丁目へ編入。神大寺町の一部を片倉町に編入[10]。
- 2002年（平成14年）10月28日 -  住居表示の実施に伴い、片倉町の一部より片倉二丁目を新設[11]。
- 2003年（平成15年）10月27日 - 住居表示の実施に伴い、片倉町の一部から、片倉三丁目、片倉四丁目、片倉五丁目を新設。残部を港北区岸根町へ編入し、片倉町は廃止となる[11]。

### 町名の変遷
| 実施後     | 実施年月日                 | 実施前（各町名ともその一部） |
| ---------- | -------------------------- | ---------------------------- |
| 片倉一丁目 | 1984年（昭和59年）7月23日  | 片倉町、神大寺町（各一部）   |
| 片倉二丁目 | 2002年（平成14年）10月28日 | 片倉町（一部）               |
| 片倉三丁目 | 2003年（平成15年）10月27日 | 片倉町（一部）               |
| 片倉四丁目 | 2003年（平成15年）10月27日 | 片倉町（一部）               |
| 片倉五丁目 | 2003年（平成15年）10月27日 | 片倉町（一部）               |

## 世帯数と人口
2025年（令和7年）6月30日現在（横浜市発表）の世帯数と人口は以下の通りである。
| 町名       | 世帯数    | 人口     |
| ---------- | --------- | -------- |
| 片倉一丁目 | 2,368世帯 | 4,564人  |
| 片倉二丁目 | 1,607世帯 | 3,490人  |
| 片倉三丁目 | 354世帯   | 757人    |
| 片倉四丁目 | 913世帯   | 1,514人  |
| 片倉五丁目 | 2,019世帯 | 4,110人  |
| 計         | 7,261世帯 | 14,435人 |

### 人口の変遷
国勢調査による人口の推移。
| 年                 | 人口   |
| ------------------ | ------ |
| 1995年（平成7年）  | 2,992  |
| 2000年（平成12年） | 3,436  |
| 2005年（平成17年） | 12,157 |
| 2010年（平成22年） | 12,941 |
| 2015年（平成27年） | 13,385 |
| 2020年（令和2年）  | 13,875 |

### 世帯数の変遷
国勢調査による世帯数の推移。
| 年                 | 世帯数 |
| ------------------ | ------ |
| 1995年（平成7年）  | 1,147  |
| 2000年（平成12年） | 1,405  |
| 2005年（平成17年） | 5,306  |
| 2010年（平成22年） | 5,893  |
| 2015年（平成27年） | 6,131  |
| 2020年（令和2年）  | 6,653  |

## 学区
市立小・中学校に通う場合、学区は以下の通りとなる（2024年11月時点）。
| 町名       | 街区                          | 小学校               | 中学校               |
| ---------- | ----------------------------- | -------------------- | -------------------- |
| 片倉一丁目 | 19〜33番                      | 横浜市立神大寺小学校 | 横浜市立六角橋中学校 |
| 片倉一丁目 | 1〜18番                       | 横浜市立中丸小学校   | 横浜市立六角橋中学校 |
| 片倉二丁目 | 3番23〜27号 13〜15番 17〜72番 | 横浜市立中丸小学校   | 横浜市立六角橋中学校 |
| 片倉二丁目 | 1番〜3番22号 4〜12番 16番     | 横浜市立神大寺小学校 | 横浜市立六角橋中学校 |
| 片倉三丁目 | 全域                          | 横浜市立神大寺小学校 | 横浜市立六角橋中学校 |
| 片倉四丁目 | 全域                          | 横浜市立神大寺小学校 | 横浜市立六角橋中学校 |
| 片倉五丁目 | 全域                          | 横浜市立神大寺小学校 | 横浜市立六角橋中学校 |

## 事業所
2021年（令和3年）現在の経済センサス調査による事業所数と従業員数は以下の通りである。
| 町名       | 事業所数  | 従業員数 |
| ---------- | --------- | -------- |
| 片倉一丁目 | 81事業所  | 1,084人  |
| 片倉二丁目 | 101事業所 | 777人    |
| 片倉三丁目 | 20事業所  | 122人    |
| 片倉四丁目 | 28事業所  | 232人    |
| 片倉五丁目 | 78事業所  | 590人    |
| 計         | 308事業所 | 2,805人  |

### 事業者数の変遷
経済センサスによる事業所数の推移。
| 年                 | 事業者数 |
| ------------------ | -------- |
| 2016年（平成28年） | 287      |
| 2021年（令和3年）  | 308      |

### 従業員数の変遷
経済センサスによる従業員数の推移。
| 年                 | 従業員数 |
| ------------------ | -------- |
| 2016年（平成28年） | 2,500    |
| 2021年（令和3年）  | 2,805    |

## 交通

### 鉄道
- 横浜市営地下鉄ブルーライン（3号線）
  - 片倉町駅

片倉町駅北方に東海道貨物線が通り（盛土によるトンネル）、相鉄線直通列車が通っているが駅はない。

## 施設
- 神奈川消防署片倉消防出張所
- 横浜片倉郵便局
- 片倉うさぎ山公園
- 日本自動車連盟(JAF) 神奈川支部
- 片倉北公園
- 長遠寺
- 杉山神社

## その他

### 日本郵便
- 郵便番号 : 221-0865[3]（集配局：神奈川郵便局[21]）

### 警察
町内の警察の管轄区域は以下の通りである。
| 町名       | 街区 | 警察署       | 交番・駐在所 |
| ---------- | ---- | ------------ | ------------ |
| 片倉一丁目 | 全域 | 神奈川警察署 | 神大寺交番   |
| 片倉二丁目 | 全域 | 神奈川警察署 | 神大寺交番   |
| 片倉三丁目 | 全域 | 神奈川警察署 | 神大寺交番   |
| 片倉四丁目 | 全域 | 神奈川警察署 | 神大寺交番   |
| 片倉五丁目 | 全域 | 神奈川警察署 | 神大寺交番   |